# Capil·laritat
La capil·laritat és una propietat dels líquids (que al seu torn, depèn de la cohesió o força intermolecular del líquid), que li confereix la capacitat de pujar o baixar per un tub capil·lar. Quan un líquid puja per un tub capil·lar, és degut al fet que la força intermolecular (o cohesió intermolecular) entre les seves molècules és menor a l'adhesió del líquid amb el material del tub (és a dir, és un líquid que mulla). El líquid segueix pujant fins que la tensió superficial és equilibrada pel pes del líquid que omple el tub. Aquest és el cas de l'aigua, i aquesta propietat és la que regula parcialment el seu ascens dins de les plantes, sense utilitzar energia per vèncer la gravetat. No obstant això, quan la cohesió entre les molècules d'un líquid és més potent que l'adhesió al capil·lar (com el cas del mercuri), la tensió superficial fa que el líquid baixi a un nivell inferior, i la seva superfície és convexa.

Efectes de capil·laritat.

## Tub capil·lar
Un aparell comunament emprat per demostrar la capil·laritat és el tub capil·lar, quan la part inferior d'un tub de vidre es col·loca verticalment, en contacte amb un líquid com l'aigua, es forma un menisc còncau, la tensió superficial succiona la columna líquida cap amunt fins que el pes del líquid sigui suficient perquè la força de la gravetat s'equilibri amb les forces intermoleculars.
El pes de la columna líquida és proporcional al quadrat del diàmetre del tub, pel que un tub estret succionarà el líquid en una longitud més gran que un tub ample. Així, un tub de vidre de 0,1 mm de diàmetre construirà una columna d'aigua de 30 cm. Com més petit és el diàmetre del tub capil·lar més gran serà la pressió capil·lar i l'alçada assolida. En capil·lars d'un μm (micròmetre) de ràdio, amb una pressió de succió 1,5 × 10³ hPa (hectopascal = hPa = 1,5 atm), correspon a una alçada de columna d'aigua de 14 a 15 m.
Dues plaques de vidre que estan separades per una pel·lícula d'aigua d'1 micres de gruix, es mantenen unides per una pressió de succió d'1,5 atm. Per això es trenquen els portaobjectes humitejats en intentar separar-los.
Entre alguns materials, com el mercuri i el vidre, les forces intermoleculars del líquid excedeixen a les existents entre el líquid i el sòlid, per la qual cosa es forma un menisc convex i la capil·laritat treballa en sentit invers.
Les plantes succionen aigua del terreny per capil·laritat, encara que les plantes més grans requereixen la transpiració per a desplaçar la quantitat necessària.

### Llei de Jurin
La llei de Jurin defineix l'alçada que s'aconsegueix quan s'equilibra el pes de la columna de líquid i la força d'ascensió per capil·laritat. L'alçada h (en metres) d'una columna líquida està donada per l'equació:

Angle de contacte

{\displaystyle h={{2\gamma \cos {\theta }} \over {\rho gr}}}
on:
{\displaystyle \gamma } es la tensió superficial interfacial (N/m)
θ és l'angle de contacte
ρ és la densitat del líquid (kg/m³)
g és l'acceleració a causa de la gravetat, per tant: (m/s²)
r és el radi del tub (m)
Per a un tub de vidre en l'aire a nivell del mar i ple d'aigua,
{\displaystyle \gamma } = 0,0728 N/m a 20 °C
θ = 20 °
ρ = 1000 kg/m³
g = 9,80665 m/s²
llavors, l'alçada de la columna d'aigua, en metres, serà:
{\displaystyle h\approx {{1{,}4\times 10^{-5}(\mathrm {m} ^{2})} \over r(\mathrm {m} )}}.